# All I See Is War
All I See Is War è il dodicesimo album in studio del gruppo musicale statunitense Sevendust, pubblicato nel 2018.

## Tracce
Testi e musiche dei Sevendust, eccetto dove indicato.

1. Dirty – 3:18
2. God Bites His Tongue – 3:45 (Clint Lowery, Morgan Rose, Lajon Witherspoon)
3. Medicated – 3:29
4. Unforgiven – 3:55 (Lowery, Rose)
5. Sickness – 3:07 (Lowery, Witherspoon)
6. Cheers – 3:47 (Lowery)
7. Risen – 3:26
8. Moments – 4:02 (Lowery, Rose)
9. Not Original – 4:15 (Lowery)
10. Descend – 4:24 (Lowery, Witherspoon)
11. Life Deceives You – 4:26
12. The Truth – 3:41

## Formazione
- Lajon Witherspoon – voce
- Clint Lowery – chitarra, cori
- John Connolly – chitarra, cori
- Vinnie Hornsby – basso, cori
- Morgan Rose – batteria, cori